# Piccoli limoni gialli
Piccoli limoni gialli (titolo originale in svedese: Små citroner gula) è un romanzo della scrittrice svedese Kajsa Ingemarsson pubblicato nel 2004 e divenuto best seller in Svezia. È stato tradotto in varie lingue, tra cui l'italiano nel 2011.
Il libro è ambientato nei primi anni duemila a Stoccolma, dove una giovane donna, Agnes, riprende in mano la sua vita dopo essere stata licenziata e lasciata dal fidanzato.
Nel 2013 il romanzo ha avuto un adattamento cinematografico con lo stesso titolo.

## Trama
Agnes Edin è la protagonista di questa commedia ambientata nella Stoccolma degli inizi del duemila. È una donna che ha deciso di intraprendere un percorso lavorativo nella ristorazione: da sei mesi ha un impiego come maître nel miglior ristorante francese di Stoccolma, il Bateau bleu. Quando però il suo capo, Gérard Cabrol, la molesta nella cantina del ristorante, la ragazza per difendersi afferra una bottiglia del vino più costoso di tutta la cantina, Chateau Pétrus 1990, e la bottiglia le scivola dalle mani. 
Licenziata rientra a casa, dove riceve una telefonata dal suo fidanzato Tobias, chitarrista rock, che le confessa di essersi innamorato della corista. Per finire, il nuovo vicino le ruba il turno in lavanderia dopo due settimane di mancato bucato.
La ragazza scoraggiata va dai genitori Maud e Sven che vivono a Länninge, un paesino di provincia, ma anche qui le buone notizie sembrano essere finite: la fabbrica intorno al quale ruota tutta la cittadina viene chiusa, i suoi genitori firmano il prepensionamento e Jonas, il fidanzato della sorella Madeleine, viene licenziato. Quello che nota però Agnes è che i genitori prendono la notizia con serenità: decidono infatti di reinventarsi e iniziare un corso di informatica per aprire un loro blog sul giardinaggio, una loro grande passione.
Agnes decide così di riprendere in mano la sua vita: "Agnes andò nell’ingresso e si guardò allo specchio. 'Adesso basta' disse ad alta voce. Era arrivato il momento di andare avanti". Decide anche di cercare lavoro, non potendosi più permettere di essere disoccupata. Si reca quindi all'ufficio di collocamento e tra varie proposte decide di lavorare al Pastakungen, un ristorante alla mano. 
Lussan, la sua migliore amica, la porta fuori per risollevarle il morale. In un locale Agnes incontra Paolo, un cuoco di origini italiane che per un po' ha lavorato a Palermo nel ristorante di suo zio. Tra un bicchiere e un altro i due finiscono a letto insieme, ma la mattina seguente Agnes scappa. 
Nel tornare all'ufficio di collocamento per comunicare di essere stata assunta, incontra Kalle Reuterswärd, il cuoco di un ristorante dove avevano lavorato insieme. Tra una chiacchiera e l’altra Kalle racconta che sta per aprire un ristorante e sta cercando personale, proponendole così un posto. Agnes capisce che il lavoro al Pastakungen non le appartiene e si licenzia, accettando così di lavorare per Kalle. Fa visita al locale e visto che i lavori sono ancora molto arretrati, gli dà una mano; in sogno riesce a vedere come sarebbe dovuto apparire il ristorante, dal nome ai colori e al servizio. Il nome che il locale avrebbe dovuto avere era Piccoli limoni gialli, da una poesia Längtan till Italien, con pareti giallo limone, sedute rosse e servizio di porcellana azzurra: tutto molto mediterraneo. 
Insieme riescono a trovare il personale tra cui Paolo, il ragazzo con cui Agnes era stata insieme. I due si chiariscono immediatamente per evitare imbarazzo inutile. 
La festa per celebrare il nuovo ristorante si tiene con parenti e amici: Paolo e Lussan iniziano a frequentarsi, mentre Agnes torna a casa stremata. La mattina seguente viene svegliata sulle note di Himself di Bob Dylan che il suo vicino, David Kummel, tiene a volume molto alto: allora si reca da lui e sgarbatamente lo invita ad abbassare il volume. 
Piccoli limoni gialli apre le porte ma purtroppo i clienti sono pochi; quello che dà speranza a Kalle è che il ristorante verrà recensito da una famosa critica, Lola, la più influente di Stoccolma, che spesso decide le sorti dei locali. Fra i clienti c'è anche David, il vicino di Agnes. Una sera entra una donna molto elegante, sola, con tutti i requisiti per far pensare che si tratti della famosa Lola.
Una sera a causa di un imprevisto sono costretti a chiamare come cuoco Rolf, un tipo fuori dagli schemi, e proprio quella sera fa la comparsa al ristorante, oltre a David, la presunta Lola con un suo amico. Per colpa di Rolf, la serata non è delle migliori tra asparagi e riso dimenticati e un tonno alla griglia che sa di carne. David si accorge che la qualità non era come le tante altre sere in cui era stato lì e per rimediare Agnes gli offre la cena. Si fermano un po' a parlare e lei gli racconta di Lola e di come dopo questa serata la recensione del locale sarà un disastro. Il vicino la rassicura e la invita a prendere un tè quando sarebbe rincasata. 
Rientrata, Agnes decide di darsi una sistemata prima di passare da David ma di fronte a casa sua incontra l'ultima persona che avrebbe voluto vedere: il suo vecchio fidanzato Tobias. Decidono di riprovarci ma la loro storia non durerà molto perché si scopre che Tobias l'ha tradita nuovamente. 
Agnes si scusa con David per non essersi presentata la sera dell'invito e gli racconta tutta la storia fra lei e Tobias finita una volta per tutte. Una sera la presunta Lola, che si scopre chiamarsi Beatrice Brunelle, fa visita al locale per invitare Agnes a pranzo il giorno seguente. Nel locale arriva anche Lussan, ubriaca: Paolo e Agnes la riportano a casa e lui le confida che esce con Lussan perché da ex alcolizzato riesce a capire la situazione dell'amica. 
L'incontro con Beatrice Brunelle si rivela una proposta di lavoro: lei e suo marito sono proprietari della famosissima catena di ristornati Brunelle & Hubertsa. Agnes decide di pensarci. Chiama Kalle, che la invita ad accettare immediatamente visto che il locale dovrà chiudere perché la recensione non arriva, i clienti sono sempre pochi e le spese tante. Il giorno seguente, però, finalmente esce la recensione, dove con sorpresa di Agnes si elogia il locale. Felice, Agnes si reca ai Piccoli limoni gialli dove Kalle è intento a rispondere alle tante prenotazioni, e per convincerla a rimanere a lavorare lì le propone di diventare socia.
Tornata a casa trova un bigliettino sotto la porta con scritto "tè?" Agnes capisce che si tratta di David e comprende che è proprio lui il famoso critico gastronomico sotto lo pseudonimo di Lola. 
Il libro si conclude con i due che chiacchierano:" 'bene' disse piano 'perché credo che questa storia mi piaccia davvero' ".

## Personaggi
Agnes EdinProtagonista del romanzo, vive a Stoccolma da molti anni dopo essere scappata dal destino di tutti gli abitanti di Länninge, cioè lavorare in fabbrica come i suoi genitori. Aveva iniziato nel campo della ristorazione solo per mantenersi a Stoccolma, aspettando di capire cosa fare della sua vita. Si era anche impegnata inizialmente nello studio delle lingue ma capisce che il suo posto è nella ristorazione.  
 È una ragazza molto precisa, organizzata, attenta ai dettagli e ad accogliere sempre i clienti in modo cortese. È soprattutto grazie al suo aiuto e ai suoi consigli che il ristorante di Kalle Piccoli limoni gialli ha un aspetto molto mediterraneo.
LussanÈ una ragazza a cui piace farsi notare, con i suoi capelli corti neri; è attenta al suo aspetto e porta sempre i tacchi perché di bassa statura.  All'apparenza è una ragazza molto forte, ma è molto infelice: si butta sul lavoro, ha problemi con l'alcol e le piace sedurre gli uomini. All'età di 14 anni perde la madre suicida perché depressa e dipendente dalle pastiglie. Incomincia a frequentare Paolo: lui la vuole aiutare perché sa cosa significa la dipendenza da alcol.
Kalle ReuterswardKalle è un ragazzo che ha da sempre lavorato dopo aver lasciato gli studi di economia a vent'anni, deludendo così il padre, il quale avrebbe voluto che seguisse le sue orme di banchiere. Tornato dalla Grecia dopo molti anni, lavora insieme ad Agnes al Picnic, ma il suo sogno è aprire un suo ristorante, ed è quello che riesce a fare.
David KummelÈ un nuovo inquilino del palazzo dove abita Agnes. Ascolta sempre musica, cercando di farsi un gusto personale perché non ne capisce nulla.  Cerca sempre di fare conversazione con Agnes ma dal loro primo incontro in lavanderia lei lo ignora. Si scopre poi che lavora come critico gastronomico, con lo pseudonimo di Lola.
Sven e MaudGenitori di Agnes e Madeleine, vivono a Länninge; dopo il prepensionamento si rimettono in gioco e seguono un corso di informatica. Creano un sito sul giardinaggio che è una loro grande passione. È da loro che Agnes capisce che la vita continua anche se vi sono degli ostacoli.
TobiasChitarrista rock, lavora presso il super circo musicale di Christer Hammond “Millennium of Rock - The Greatest Rock Show Ever”. Molto sicuro di sé, è uno spirito libero, seduttore: spesso Agnes aveva perdonato i suoi tradimenti.  Lascia Agnes per una corista del gruppo.
PaoloRagazzo di origini italiane, ha lavorato a Palermo ed è stato per un periodo in Perù. Cuoco assunto da Kalle. Ex alcolizzato, cerca di aiutare Lussan a smettere di bere.

## Adattamento cinematografico
Nel 2013 è stato presentato il film Love and Lemons, commedia romantica ispirata al romanzo di Kajsa Ingemarsson Piccoli limoni gialli.
Il film è stato diretto da Teresa Fabik, la regista di Effetti pericolosi, con lo scenografo di Racconti da Stoccolma  Dave Marshall, e prodotto da Pontus Sjöman per Tre Vänner Produktion AB, in co-produzione con Film I Väst, SVT e Nordisk Film, con il supporto di Swedish Film Institute e in associazione con CMore.
Il cast è composto da Rakel Wärmländer (Agnes), Josephine Bornebusch (Lussan), Sverrir Gudnason (David Kummel), Tomas von Brömssen (Sven), Anki Lidén (Maud), Eric Ericson (Kalle) e Richard Ulfsäter (Tobias).

 Nell'agosto del 2013 è stato proiettato all'Haugesund Film Festival, e a settembre dello stesso anno al Film Festival di Amburgo e al Festival internazionale del cinema di San Sebastián.

## Edizioni

### Edizioni italiane
- Piccoli limoni gialli, traduzione di Alessandro Bassini, Milano, Oscar Mondadori, 2011, ISBN 978-88-0468-295-0.
- Piccoli limoni gialli, traduzione di Alessandro Bassini, Milano, Oscar Mondadori, 2012, ISBN 978-88-0462-222-2.
- Piccoli limoni gialli, traduzione di Alessandro Bassini, Milano, Oscar Mondadori, 2020, ISBN 978-88-0473-308-9.

### Edizioni svedesi
- Små citroner gula, Stoccolma, ScandBook, 2004, ISBN 9137123750.
- Små citroner gula, Stoccolma, Bonnierförlagen, 2005, ISBN 91-43-01164-0.
- Små citroner gula, Stoccolma, Månpocket, 2005, ISBN 91-7001-257-1.
- Små citroner gula, Stoccolma, Månpocket, 2007, ISBN 99-0184541-6.
- Små citroner gula, Stoccolma, Månpocket, 2013, ISBN 9789175031323.

### Edizioni tedesche
- Liebe mit drei Sternen, traduzione di Stefanie Werner, Monaco di Baviera, Dt. Taschenbuch-Verl, 2006, ISBN 978-3-423-24575-3.
- Liebe mit drei Sternen, traduzione di Stefanie Werner, Monaco di Baviera, Dt. Taschenbuch-Verl, 2012, ISBN 9783423213608.

### Edizioni danesi
- Små citroner gula, traduzione di Kristina Hagen, People's Press, 2008, ISBN 9788770552059.

### Edizioni russe
- Limony želtye, traduzione di Irina Matycina, Mosca, Inostranka, 2011, ISBN 978-5-389-02371-0.
- Limony želtye, traduzione di Irina Matycina, Mosca, Inostranka, 2012, ISBN 9785389040441.

### Edizioni norvegesi
- Små sitroner gule, traduzione di Jørn Roeim, Oslo, Gyldendal,, 2006, ISBN 9788205366992.
- Små sitroner gule, traduzione di Jørn Roeim, Oslo, Gyldendal, 2008, ISBN 9788205386037.

### Edizioni finlandesi
- Keltaisten sitruunoiden ravintola, traduzione di Sanna Manninen, Helsinki, Otava, 2007, ISBN 978-951-1-20999-7.
- Keltaisten sitruunoiden ravintola, traduzione di Sanna Manninen, Helsinki, Otava, 2008, ISBN 978-951-1-22633-8.

### Edizioni polacche
- Żółte cytrynki, traduzione di Natalia Januszewska, Danzica, Słowo/obraz terytoria, 2009, ISBN 978-83-7453-922-7.

### Edizioni olandesi
- Kleine gele citroenen, traduzione di Corry van Bree, Baarn, De Kern, 2007, ISBN 9789032510817.

### Edizioni islandesi
- Sítrónur og saffran, traduzione di Þórdís Gísladóttir, Reykjavík, Mál og menning, 2010, ISBN 978-9979-3-3152-0.

### Edizioni ceche
- Sny o vůni citronů, traduzione di Jana Svatošová, Praga, Ikar, 2012, ISBN 978-80-249-2006-1.

### Edizioni cinesi
- Huangse ningmengshu, traduzione di Boyi Zhang-Liu, Pechino, Wenhua yizhu chubanshe, 2009, ISBN 9787503939846.

### Edizioni lettoni
- Citroni dzeltenie, traduzione di Rute Lediņa, Riga, Zvaigzne ABC, 2013, ISBN 9789934035852.

### Edizioni lituane
- Meile ir citrinos, traduzione di Kristina Lukosevice, Kaunas, Obuolys, 2014, ISBN 9786094037436.